# Metro cuadrado

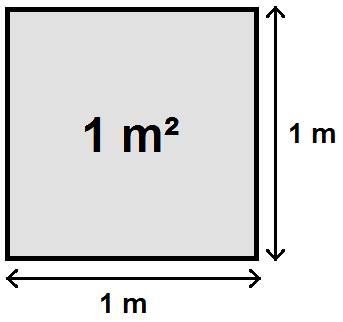
Un cuadrado de 1 metro cuadrado.

Un metro cuadrado, representado con el símbolo m², es el área dentro en un cuadrado cuyos lados miden un metro. Es la unidad básica de superficie en el Sistema Internacional de Unidades.
Si a esta unidad se antepone un prefijo del Sistema Internacional se crea un múltiplo o submúltiplo de esta. Como es lógico, al presentarse al cuadrado, la diferencia del orden de magnitud se multiplica por 2 si se compara con las unidades lineales de igual prefijo. Por ejemplo, un kilómetro es mil veces la longitud de un metro, pero un kilómetro cuadrado es un millón de veces (1000 x 1000) el área de un metro cuadrado.
El metro cuadrático es una unidad derivada a partir del metro, que en sí misma se define como la longitud recorrida por la luz en el periodo de 1/299.792.458 segundos.

## Equivalencia en el SI
El metro cuadrado puede ser utilizado con todos los prefijos del Sistema Internacional.

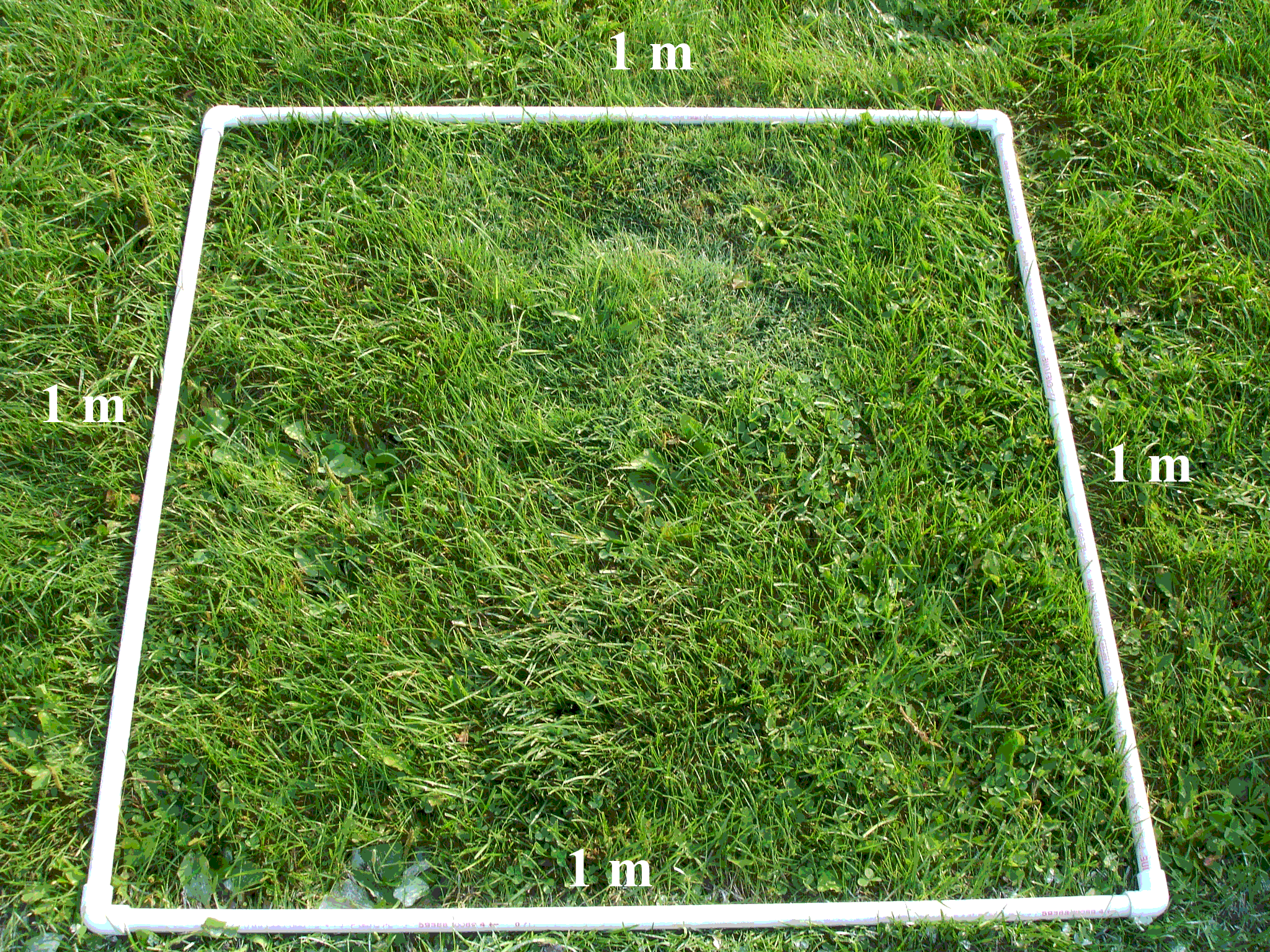
un metro cuadrado sobre un campo de césped.

| Multiplicación | Nombre                         | Símbolo |       | Multiplicación             | Nombre | Símbolo |
| 100            | metro cuadrado (centiárea)     | m²      | 100   | metro cuadrado (centiárea) | m²     |         |
| 102            | decámetro cuadrado (área)      | dam²    | 10−2  | decímetro cuadrado         | dm²    |         |
| 104            | hectómetro (hectárea) cuadrado | hm²     | 10−4  | centímetro cuadrado        | cm²    |         |
| 106            | kilómetro cuadrado             | km²     | 10−6  | milímetro cuadrado         | mm²    |         |
| 1012           | megámetro cuadrado             | Mm²     | 10−12 | micrómetro cuadrado        | µm²    |         |
| 1018           | gigametro cuadrado             | Gm²     | 10−18 | nanómetro cuadrado         | nm²    |         |
| 1024           | terametro cuadrado             | Tm²     | 10−24 | picometro cuadrado         | pm²    |         |
| 1030           | petametro cuadrado             | Pm²     | 10−30 | femtometro cuadrado        | fm²    |         |
| 1036           | exametro cuadrado              | Em²     | 10−36 | atometro cuadrado          | am²    |         |
| 1042           | zettametro cuadrado            | Zm²     | 10−42 | zeptometro cuadrado        | zm²    |         |
| 1048           | yottametro cuadrado            | Ym²     | 10−48 | yoctometro cuadrado        | ym²    |         |

## Equivalencias en otras unidades
1 metro cuadrado equivale a:
- 0,000247105381467117 acres (ac)[6]
- 1,1959900463011 yardas cuadradas (yd²)[7]
- 10,76391041671 pies cuadrados (ft²)
- 1550,00310000062 pulgadas cuadradas (in²)

## Conversión
| Área       | Expresado en  | Expresado en | Expresado en | Expresado en | Expresado en  | Expresado en    | Expresado en        |
| Área       | sq in         | sq ft        | sq yd        | m2           | sq chain      | ac              | sq mi               |
| ---------- | ------------- | ------------ | ------------ | ------------ | ------------- | --------------- | ------------------- |
| 1 sq in    | 1             | 0.006 944    | 0.000 771 6  | 0.000 645 2  | 0.000 001 594 | 0.000 000 159 4 | 0.000 000 000 249 1 |
| 1 sq ft    | 144           | 1            | 0.111 1      | 0.092 90     | 0.000 229 6   | 0.000 022 96    | 0.000 000 035 87    |
| 1 sq yd    | 1 296         | 9            | 1            | 0.836 1      | 0.002 066     | 0.000 206 6     | 0.000 000 322 8     |
| 1 m2       | 1 550         | 10.76        | 1.196        | 1            | 0.002 471     | 0.000 247 1     | 0.000 000 386 1     |
| 1 sq chain | 627 264       | 4 356        | 484          | 404.7        | 1             | 0.1             | 0.000 115 625       |
| 1 ac       | 6 272 640     | 43 560       | 4 840        | 4 047        | 10            | 1               | 0.00115625          |
| 1 sq mi    | 4 014 489 600 | 27 878 400   | 3 097 600    | 2 589 988    | 6 400         | 640             | 1                   |

## Uso en estandarización
El tamaño de papel A0, con una relación longitud/anchura de {\displaystyle {\sqrt {2}}\approx \,}1,414, está definido por un área de 1 m2 (841 × 1189 mm). El formato A1 es la mitad del A0, el A2 la mitad del A1, y así sucesivamente. El formato estándar A4, muy utilizado desde finales del siglo XX en todo el mundo, tiene, por tanto, una superficie de 1/16 de 1 metro cuadrado.

## Caracteres Unicode
Unicode cuenta con varios caracteres usados para representar unidades métricas de área, pero los mismos son para asegurar compatibilidad con los códigos de caracteres usados en el este de Asia, no es su finalidad sean utilizados en documentos nuevos.
- U+33A1 ㎡ M cuadrado
- U+33A2 ㎢ KM cuadrado
- U+3378 ㍸ DM cuadrado
- U+33A0 ㎠ CM cuadrado
- U+339F ㎟ MM cuadrado

## Algunas magnitudes de referencia con superficies entre 100y 107metros cuadrados
| Factor (m²) | Multiplicador                                          | Valor | Elemento                                                                                                  |
| ----------- | ------------------------------------------------------ | --- | --- |
| 100         | 1 metro cuadrado                                       | 1 m² | Una hoja tamaño A0 (841 × 1189 mm)                                                                        |
| 100         | 1 metro cuadrado                                       | 1.73 m² | Un número comúnmente utilizado como la superficie promedio del cuerpo humano.                             |
| 100         | 1 metro cuadrado                                       | 1–4 m² | La superficie de la parte superior de una mesa de escritorio de oficina.                                  |
| 101         |                                                        | 10–20 m² | Lugar de estacionamiento (plaza de aparcamiento de un automóvil en un garaje)                             |
| 101         | 70 m²                                                  | Superficie aproximada de un pulmón humano                                                                          | |
| 102         | 1 decámetro cuadrado (dam²)                            | 100 m² | Un acre (a)                                                                                               |
| 102         | 1 decámetro cuadrado (dam²)                            | 162 m² | Tamaño de la cancha de voleibol (18 × 9 metros)                                                           |
| 102         | 1 decámetro cuadrado (dam²)                            | 202 m² | Superficie de una casa mediana de tres dormitorios en un suburbio de EE. UU. en 2010: 2169 ft² (201,5 m²) |
| 102         | 1 decámetro cuadrado (dam²)                            | 261 m² | Tamaño de la cancha de tenis                                                                              |
| 102         | 1 decámetro cuadrado (dam²)                            | 437 m² | Tamaño de la cancha de baloncesto tamaño NBA/WNBA/NCAA                                                    |
| 103         | 1 kilómetro cuadrado k(m²)                             | 1,000 m² | El área de la moderna stremma o dunama                                                                    |
| 103         | 1 kilómetro cuadrado k(m²)                             | 1,250 m² | La superficie del agua de la piscina de tamaño olímpico                                                   |
| 103         | 1 kilómetro cuadrado k(m²)                             | 4,047 m² | 1 acre |
| 103         | 1 kilómetro cuadrado k(m²)                             | 5,400 m² | Tamaño del campo deportivo para fútbol americano                                                          |
| 103         | 1 kilómetro cuadrado k(m²)                             | 7,140 m² | Tamaño del campo deportivo de fútbol                                                                      |
| 104         | 1 hectómetro cuadrado (hm²)                            | 10,000 m² | 1 hectárea (ha)                                                                                           |
| 104         | 1 hectómetro cuadrado (hm²)                            | 17,000 m² | Área aproximada del campo de críquet (límites teóricos: 6.402 m² a 21.273 m²)                             |
| 104         | 1 hectómetro cuadrado (hm²)                            | 22,100 m² | Área de una manzana en Manhattan.                                                                         |
| 104         | 1 hectómetro cuadrado (hm²)                            | 53,000 m² | Base de la Gran Pirámide de Guiza                                                                         |
| 105         |                                                        | 195,000 m² | Superficie del Jardín Botánico Nacional de Irlanda                                                        |
| 105         | 490,000 m²                                             | Superficie de la Ciudad del Vaticano                                                                               | |
| 105         | 600,000 m²                                             | Edificio de el Pentágono                                                                                           | |
| 105         | 887,800 m²                                             | Edificio de montaje principal de la fábrica de automóviles AvtoVAZ, Toliatti, Rusia (edificio más grande por área) | |
| 106         | 1 mega metro cuadrado M(m²) 1 kilómetro cuadrado (km²) | 1.76 km² | New Century Global Center, Chengdu, China (edificio más grande por superficie total)                      |
| 106         | 1 mega metro cuadrado M(m²) 1 kilómetro cuadrado (km²) | 2 km² | Superficie de Mónaco (192.º país más grande)                                                              |
| 106         | 1 mega metro cuadrado M(m²) 1 kilómetro cuadrado (km²) | 2.59 km² | 1 milla cuadrada                                                                                          |
| 106         | 1 mega metro cuadrado M(m²) 1 kilómetro cuadrado (km²) | 2.9 km² | Ciudad de Londres (no toda la Londres moderna)                                                            |
| 107         |                                                        | 59.5 km² | Isla de Manhattan (condado)                                                                               |
| 107         | 61 km²                                                 | Superficie de San Marino                                                                                           | |